# フィリップ・セガン
フィリップ・セガン（フランス語: Philippe Séguin、1943年4月21日 - 2010年1月7日）は、フランスの政治家。フランス会計検査院（Cour des Comptes）院長。

## 来歴
フランス領チュニジア・チュニスで出生。2年後に第2次世界大戦で父を失う。12歳のときにチュニジア独立に伴いフランス本土に引き上げ、貧しいながらもエクス＝アン＝プロヴァンス政治学院及び1970年にフランス国立行政学院を上位成績で卒業し、会計検査官となる。その後、政治を志しド・ゴール派に所属。1978年ヴォージュ県選出の下院国民議会議員となる。1983年エピナル市長に就任（1997年11月まで在職）。1986年ジャック・シラク内閣に社会相として入閣する。1992年マーストリヒト条約反対の立場を取り、欧州統合推進派のミッテラン大統領を激しく攻撃した。
1988年フランス大統領選挙でシラクがミッテランに敗北すると、シラクをゴーリズムから離反していると見なして見限るようになる。
1993年フランス議会下院国民議会議長に選出される。1995年フランス大統領選挙でシャルル・パスクワと提携するが、エドアール・バラデュール陣営には最終的に参加せず、シラクを推す。決選投票で辛くもシラクは当選するが、シラクとセガンは政敵として根本的には対立していた。セガンは、シラク側近のアラン・ジュペとバラデュールが自由主義経済政策や欧州政策で調整したことに対しても批判的であったし、1997年共和国連合が総選挙で敗北した時にシラクのリーダーシップを批判し対立が決定的になった。1999年欧州議会選挙の直前に共和国連合総裁を辞任した。セガンの後任にはニコラ・サルコジが就任した。
2001年パリ市長選挙に立候補するが敗北する。共和国連合とフランス民主連合の一部が合同し新党大統領多数連合（現在の国民運動連合）を結成した際には、保守と中道の合同を批判し2002年政界を引退した。
会計検査院の院長を務めていたが、 2010年1月7日に亡くなった。66歳没。

### 人物
「瞬間湯沸かし器」なる異名を持つほどの短気な性格ではあるが、ここぞというときには優しさがあったという。
長い政治歴にもかかわらず、閣僚経験が一度だけであるなどからフランス国内では敗者とのイメージが強い。